# Larentiinae
Sous-famille
Les Larentiinae sont une sous-famille de lépidoptères (papillons) de la famille des Geometridae.

## Quelques genres et espèces
- Acasis
  - Acasis viretata
- Anticlea
  - Anticlea badiata
  - Anticlea derivata - Cidarie dérivée
- Anticollix
  - Anticollix sparsatus
- Aplocera
  - Aplocera efformata
  - Aplocera plagiata
- Asthena
  - Asthena albulata
- Camptogramma
  - Camptogramma bilineata - Brocatelle d'or
- cataclysme
  - Cataclysme riguata
- Catarhoe
  - Catarhoe cuculata
  - Catarhoe rubidata
- Chesias
  - Chesias legatella
  - Chesias rufata
- Chloroclysta
  - Chloroclysta citrata
  - Chloroclysta miata
  - Chloroclysta siterata - Cidarie à bandes vertes
- Chloroclystis
  - Chloroclystis v-ata - Eupithécie couronnée
- Cidaria
  - Cidaria fulvata - Cidarie fauve
- Colostygia
  - Colostygia pectinataria - Cidarie verdâtre
- Cosmorhoe
  - Cosmorhoe ocellata
- Dysstroma
  - Dysstroma truncata
- Earophila
  - Earophila badiata - Cidarie baie
- Ecliptopera
  - Ecliptopera capitata - Cidarie de la Balsamine
  - Ecliptopera silaceata - Cidarie ochracée
- Entephria
  - Entephria caeruleata
  - Entephria cyanata
  - Entephria punctipes
- Epirrhoe
  - Epirrhoe alternata
  - Epirrhoe galiata
  - Epirrhoe molluginata
  - Epirrhoe rivata
  - Epirrhoe tristata
- Epirrita
  - Epirrita autumnata - Épirrite automnale
  - Epirrita christyi
  - Epirrita dilutata - Épirrite diluée
- Euchoeca
  - Euchoeca nebulata
- Eulithis
  -  Eulithis mellinata
  -  Eulithis populata
  -  Eulithis prunata
  -  Eulithis pyraliata
  -  Eulithis testata
- Euphyia
  - Euphyia biangulata
  - Euphyia frustata
  - Euphyia unangulata
- Eupithecia
  - Eupithecia abbreviata
  - Eupithecia assimilata - Eupithécie du groseillier ou du houblon
  - Eupithecia absinthiata (Clerck 1759)
  - Eupithecia actaeata Walderdorff 1869
  - Eupithecia addictata Dietze 1908
  - Eupithecia alliaria Staudinger 1870
  - Eupithecia analoga Djakonov 1926
  - Eupithecia antalica Mironov 2001
  - Eupithecia assimilata Doubleday 1856
  - Eupithecia barteli Dietze 1908
  - Eupithecia biornata Christoph 1867
  - Eupithecia boryata (Rebel 1906)
  - Eupithecia breviculata
  - Eupithecia carpophagata Staudinger 1871
  - Eupithecia cauchiata (Duponchel 1831)
  - Eupithecia centaureata
  - Eupithecia cerussaria (Lederer 1855)
  - Eupithecia dodoneata
  - Eupithecia exiguata
  - Eupithecia icterata
  - Eupithecia indigata
  - Eupithecia innotata
  - Eupithecia insigniata
  - Eupithecia intricata
  - Eupithecia lanceata
  - Eupithecia linariata
  - Eupithecia nanata
  - Eupithecia pimpinellata
  - Eupithecia pulchellata
  - Eupithecia pusillata - Eupithécie chétive
  - Eupithecia satyrata
  - Eupithecia subfuscata
  - Eupithecia succenturiata
  - Eupithecia tantillaria
  - Eupithecia tripunctaria
  - Eupithecia ultimaria
  - Eupithecia veratraria
  - Eupithecia virgaureata - l'Eupithécie de la verge d'or
  - Eupithecia vulgata
- Eustrema
  - Eustroma reticulatum
- Gymnoscelis
  - Gymnoscelis rufifasciata - Phalène de l'olivier
- Horisme Hübner 1825
- Hydriomena
  - Hydriomena furcata
  - Hydriomena ruberata
- Lampropterix
  - Lampropteryx suffumata
- Larentia
  - Larentia clavaria - Larentie cloutée
  - Larentia malvata
- Lobophora
  - Lobophora halterata
- Lythria
  - Lythria purpuraria (Linnaeus, 1758)
  - Lythria cruentaria (Hufnagel, 1767)
  - Lythria plumularia (Freyer, 1831)
- Melanthia
  - Melanthia procellata
- Mesoleuca
  - Mesoleuca albicillata (Linnaeus, 1758) - Phalène de la ronce
- Minoa
  - Minoa murinata  (Scopoli, 1763) - La Souris
- Nothocassis
  - Nothocasis sertata
- Odezia
  - Odezia atrata - Ramoneur
- Operophtera
  - Operophtera brumata - Phalène brumeuse
  - Operophtera fagata - Phalène du hêtre ou Cheimatobie du hêtre
- Pasiphila
  - Pasiphila chloerata (Mabille 1870)
  - Pasiphila debiliata (Hübner 1817)
  - Pasiphila rectangulata (Linnaeus 1758)
- Pelurga
  - Pelurga comitata - Cidarie accompagnée
- Perizoma
  - Perizoma affinitata
  - Perizoma alchemillata
  - Perizoma blandiata
  - Perizoma didymata
  - Perizoma lugdunarium
- Philereme
  - Philereme transversata
  - Philereme vetulata
- Plemyria
  - Plemyria rubiginata
- Pterapherapteryx
  - Pterapherapteryx sexalata
- Rheumaptera
  - Rheumaptera cervinalis
  - Rheumaptera subhastata
  - Rheumaptera undulata
- Rhinoprora
  - Rhinoprora debiliata
  -  Rhinoprora rectangulata
- Scotopteryx
  - Scotopteryx bipunctaria
  - Scotopteryx chenopodiata - Phalène de l'ansérine
  - Scotopteryx diniensis
  - Scotopteryx luridata
  - Scotopteryx moeniata
- Spargania
  - Spargania luctuata
- Thera
  - Thera britannica - Phalène anglaise
  - Thera cognata
  - Thera cupressata
  - Thera firmata
  - Thera juniperata - Phalène du genévrier
  - Thera obeliscata
  - Thera variata
- Trichopterix
  - Trichopteryx carpinata
- Triphosa
  - Triphosa dubitata
- Xanthorhoe
  - Xanthorhoe biriviata
  - Xanthorhoe designata
  - Xanthorhoe ferrugata
  - Xanthorhoe fluctuata
  - Xanthorhoe montanata
  - Xanthorhoe quadrifasiata
  - Xanthorhoe spadicearia
  - Xanthorhoe vidanoi